# Martin Staemmler
Martin Staemmler (ur. 23 października 1890 w Dusznikach, zm. 6 czerwca 1974 w Kilonii) – niemiecki patolog, profesor i w latach 1938–1942 rektor Uniwersytetu Wrocławskiego.

## Życiorys
W latach 1908–1913 studiował medycynę na Uniwersytecie w Halle, Getyndze i Królewcu. Po wybuchu I wojny zmobilizowany służył jako lekarz batalionu. W 1916 uzyskał doktorat w dziedzinie anatomii patologicznej na Uniwersytecie Berlińskim. W 1922 habilitował się w Getyndze na anatomii patologicznej, a następnie pracował tam jako prywatny wykładowca, a od 1926 jako nadzwyczajny profesor patologii. W 1927 został dyrektorem Instytutu Patologiczno-Higienicznego miasta Chemnitz. 
W kwietniu 1931 dołączył do NSDAP, później pracował również jako konsultant w biurze polityki rasowej NSDAP. W maju 1934 został profesorem zwyczajnym anatomii patologicznej na Uniwersytecie w Kilonii, a we wrześniu 1935 Anatomii patologicznej na Uniwersytecie Wrocławskim, którego rektorem był od listopada 1938 do września 1942. 
W styczniu 1945 próbował przedostać się do Berlina schwytany i internowany we Frankfurcie nad Odrą zdołał uciec w marcu 1946. Ponownie zatrzymany od maja 1946 do kwietnia 1947 był internowany w obozie alianckim Hamburg-Bergedorf. 
Od marca 1949 pracował w prywatnym instytucie patologicznym w Detmold. Od maja do grudnia 1949 pracował jako patolog w szpitalu miejskim w Hamm W styczniu 1950 został dyrektorem Instytutu Patologiczno-Bakteriologicznego Szpitali Miejskich w Akwizgranie. W 1960 został kierownikiem działu patologii w firmie farmaceutycznej Grünenthal Chemie w Stoibergu. Odznaczony Krzyżem Żelaznym II klasy.